# Spare Parts
Spare Parts (angl. Náhradní díly) je druhé album britské rockové skupiny Status Quo, vydané v září roku 1969.

## Seznam skladeb
1. "Face Without a Soul" (Rossi/Parfitt) – 3:08
2. "You're Just What I Was Looking for Today" (Goffin/King) – 3:50
3. "Are You Growing Tired of My Love" (King) – 3:37
4. "Antique Angelica" (Lancaster/Young) – 3:22
5. "So Ends Another Life" (Lancaster) – 3:12
6. "Poor Old Man" (Rossi/Parfitt) – 3:36
7. "Mr. Mind Detector" (King) – 4:01
8. "The Clown" (Lancaster/Young/Nixon) – 3:22
9. "Velvet Curtains" (King) – 2:56
10. "Little Miss Nothing" (Rossi/Parfitt) – 2:59
11. "When I Awake" (Lancaster/Young) – 3:49
12. "Nothing at All" (Lancaster/Lynes/Young) – 3:52

### Bonusové skladby na CD vydání v roce 2003
1. "Josie" (DiMucci/Fasce) – 3:37
2. "Do You Live in Fire" (Lancaster) – 2:16
3. "Nothing At All" (demo) (Lancaster/Young/Lynes)
4. "The Price of Love" (Everly/Everly) – 3:41

## Sestava
- Francis Rossi – kytara, zpěv
- Rick Parfitt – kytara, zpěv
- Alan Lancaster – baskytara, zpěv
- John Coghlan – bubny
- Roy Lynes – klávesy, zpěv